# Гагшор
Гагшор — село в Сысольском районе Республики Коми. Центр сельского поселения Гагшор. 
Расположено в 33 км к юго-востоку от райцентра Визинга.

## Население
| 2010 |
| ---- |
| 156  |